# Lista de computadores de tubos de vácuo
Os computadores de tubos de vácuo são computadores digitais programáveis que utilizam tubos de vácuo em seus circuitos lógicos. Foram precedidas pelos sistemas electromecânicos baseados em relés e substituídas pelos computadores fabricados com transístores discretos. As últimas máquinas da lista podem estar construídas com tubos de vácuo e transístores.
Esta é a lista de computadores de tubos de vácuo, ordenada pela data de sua entrada em serviço:
| Computador                                  | Data      | Notas |
| ------------------------------------------- | --------- | --- |
| Atanasoff Berry Computer                    | 1942      | Não programável |
| Colossus                                    | 1943      | Primeiro computador programável. Propósito especial: Criptoanálise. Usada para decifrar o código alemão de Lorenz. Uma réplica funcional é demonstrada diariamente no TNMOC em Bletchley Park. |
| ENIAC                                       | 1946      | Primeiro computador electrónico digital, finalmente terminada a 14 de fevereiro nos Estados Unidos.                                                                                            |
| IBM SSEC                                    | 1948      | |
| IBM 604                                     | 1948      | |
| Manchester Small-Scale Experimental Machine | 1948      | Primeiro computador com programa alojado. Uma réplica funcional é demonstrada diariamente no Manchester Museum of Science and Industry                                                         |
| IBM CPC                                     | 1949      | |
| Manchester Mark I                           | 1949      | Abril de 1949. Primeira com índice de registos. Substituída em 1951 pela Ferranti Mark I. |
| EDSAC                                       | 1949      | Maio de 1949. Atualmente constrói-se uma réplica em Bletchley Park. Está programado que comece a funcionar em 2015.                                                                            |
| BINAC                                       | 1949      | |
| CSIRAC                                      | 1949      | O computador mais antigo da primeira geração que sobrevive. Não está restaurada e não funciona.                                                                                                |
| SEAC                                        | 1950      | |
| SWCA                                        | 1950      | |
| Magnetic Drum Digital Differential Analyzer | 1950      | |
| Harvard Mark III                            | 1950      | |
| Pilot ACE                                   | 1950      | Baseada num desenho completo de Alan Turing |
| Ferranti Mark I                             | 1951      | Primeiro computador comercialmente disponível, baseada no Manchester Mark I. |
| EDVAC                                       | 1951      | |
| Harwell Dekatron                            | 1951      | Oficialmente o computador original mais antigo em funcionamento. Demonstrada diariamente no TNMOC, Bletchley Park.                                                                             |
| Whirlwind                                   | 1951      | |
| UNIVAC I                                    | 1951      | |
| ORDVAC                                      | 1951      | |
| LEO I                                       | 1951      | Primeiro computador para aplicativos comerciais. Construída pela corrente de restaurantes e panificadoras J. Lyons and Co.. Baseada no desenho EDSAC.                                          |
| Remington Rand 409                          | 1952      | |
| UNIVAC 1101                                 | 1951      | Desenhada por Engineering Research Associates (ERA) |
| Harvard Mark IV                             | 1952      | |
| IAS machine                                 | 1952      | |
| ILLIAC I                                    | 1952      | |
| MANIAC I                                    | 1952      | |
| IBM 701                                     | 1952      | |
| BESM-1, BESM-2                              | 1952      | |
| JOHNNIAC                                    | 1953      | |
| IBM 702                                     | 1953      | |
| UNIVAC 1103                                 | 1953      | Desenhada por Engineering Research Associates (ERA) |
| RAYDAC                                      | 1953      | |
| Strela                                      | 1953      | |
| IBM 650                                     | 1954      | |
| IBM 704                                     | 1954      | |
| IBM 705                                     | 1954      | |
| BESK                                        | 1954      | |
| IBM NORC                                    | 1954      | |
| UNIVAC 1102                                 | 1954      | |
| DYSEAC                                      | 1954      | |
| Wisconsin Integrally Synchronized Computer  | 1954      | |
| CALDIC                                      | 1955      | |
| English Electric DEUCE                      | 1955      | |
| ICT 1200 series                             | 1955      | |
| WEIZAC                                      | 1955      | |
| IBM 305 RAMAC                               | 1956      | |
| Bull Gama 3                                 | 1956      | |
| PERM                                        | 1956      | |
| SMIL                                        | 1956      | |
| Bendix G-15                                 | 1956      | |
| LGP-30                                      | 1956      | |
| UNIVAC 1103A                                | 1956      | Primeiro computador a ter interrupções por hardware. |
| FUJIC                                       | 1956      | |
| Ferranti Pegasus                            | 1956      | |
| SILLIAC                                     | 1956      | |
| RCA BIZMAC                                  | 1956      | |
| Zuse Z22                                    | 1957      | |
| DASK                                        | 1957      | |
| Stantec Zebra                               | 1957      | |
| UNIVAC 1104                                 | 1957      | |
| Ferranti Mercury                            | 1957      | |
| IBM 610                                     | 1957      | |
| FACIT EDB 2                                 | 1957      | |
| MANIAC II                                   | 1957      | |
| MISTIC                                      | 1957      | |
| MUSASINO-1                                  | 1957      | |
| EDSAC 2                                     | 1958      | Primeiro computador a ter uma unidade de controle microprogramada e arquitetura de hardware com deslocação de bit.                                                                             |
| IBM 709                                     | 1958      | |
| UNIVAC II                                   | 1958      | |
| UNIVAC 1105                                 | 1958      | |
| AN/FSQ-7                                    | 1958      | O maior computador de válvulas jamais construído. Fabricaram-se 52 para o Projecto SAGE. |
| série Ural                                  | 1959–1964 | Ural-1 a Ural-4. |
| Ferranti Perseus                            | 1958      | |
| ZEBRA                                       | 1958      | |
| France SEJA CAB 303                         | 1958      | |
| Rice Institute Computer                     | 1959      | Operacional desde 1959 até 1971, arquitetura de etiquetas de 54 bits |
| TIFRAC                                      | 1960      | |
| CER-10                                      | 1960      | |
| Philips Pascal                              | 1960      | |
| Sumlock ANITA                               | 1961      | Calculadora de escritório |
| UMC-1                                       | 1962      | |